# Jean-Baptiste Oudry
Jean-Baptiste Oudry (Paris, 17 de Março de 1686 — Beauvais, 30 de Abril de 1755) foi um pintor e gravador francês do século XVIII.

## Biografia
Jean-Baptiste Oudry inicialmente recebeu sua educação de seu pai, que trabalhava como pintor e negociante de pinturas. Ele então estudou por cinco anos no estúdio do pintor de retratos Nicolas de Largillière. Em 1719 tornou-se membro da Académie Royale de Peinture et de Sculpture em Paris e em 1724 foi pintor da corte do rei francês Luís XV. Em 1734 foi nomeado diretor da Fabricação de Tapeçarias de Beauvais, que restabeleceu ao incluir artistas como François Boucher. Dois anos depois, tornou-se chefe da fábrica de tapeçarias em Paris. Supervisionar toda a produção de tapeçaria deu a Oudry uma influência significativa nas artes decorativas francesas de sua época. ele próprio tinha um grande estúdio e muitas encomendas. Seus clientes incluíam o czar Pedro, o Grande, da Rússia e a rainha da Suécia. Em 1743 foi nomeado professor da Académie Royale.
Inicialmente trabalhou como retratista, mas a partir de cerca de 1715 dedicou-se principalmente à pintura de naturezas-mortas e animais. Os seus trabalhos decorativos chegaram a vários castelos reais. Suas obras conhecidas incluem a representação do rei Luís XV. com um grupo de caça a cavalo e cercado por muitos cães de caça.

## Galeria

### Pinturas a óleo

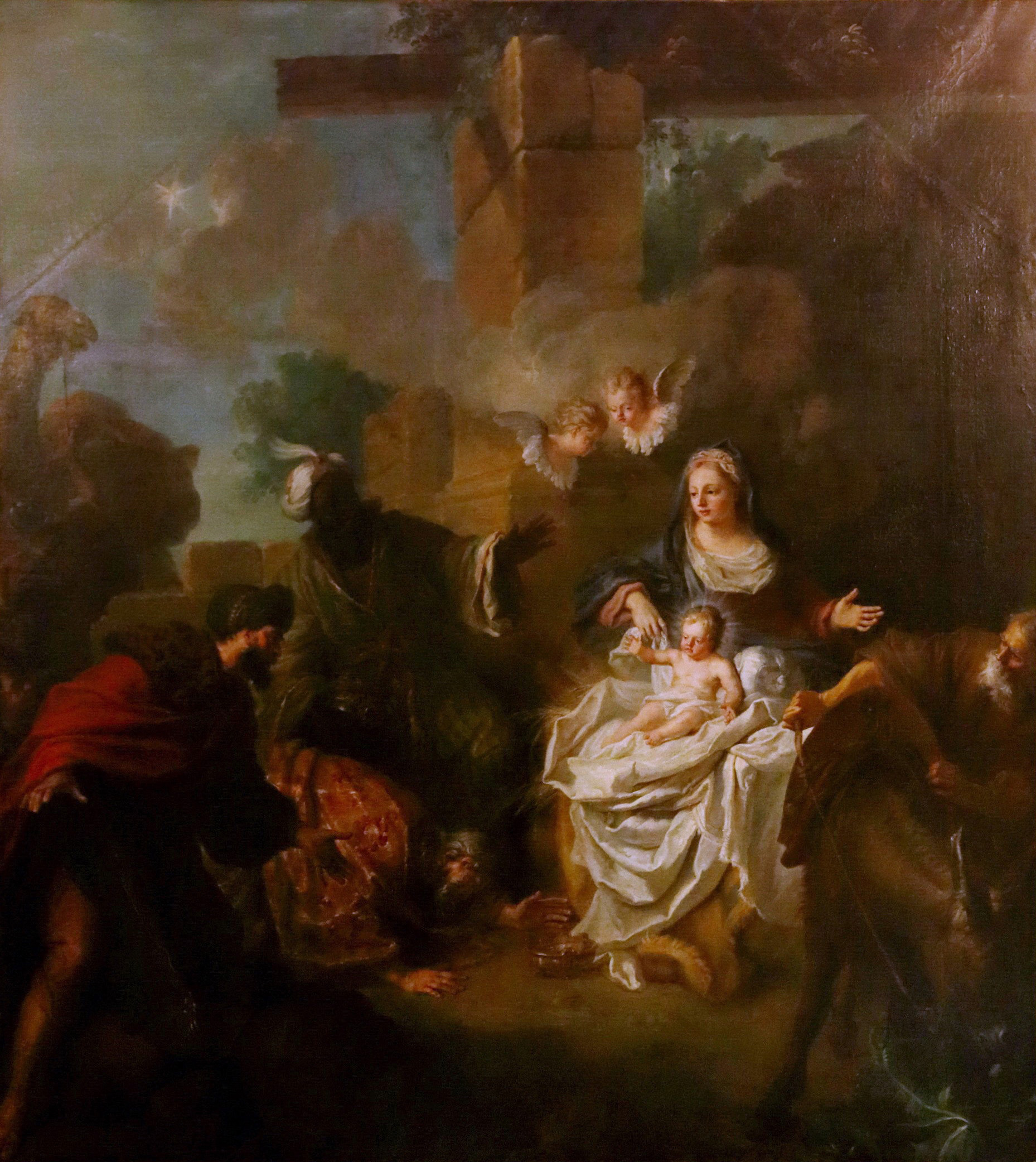
Adoração dos Magos (1717), 290 x 260 cm., Église Saint-Georges
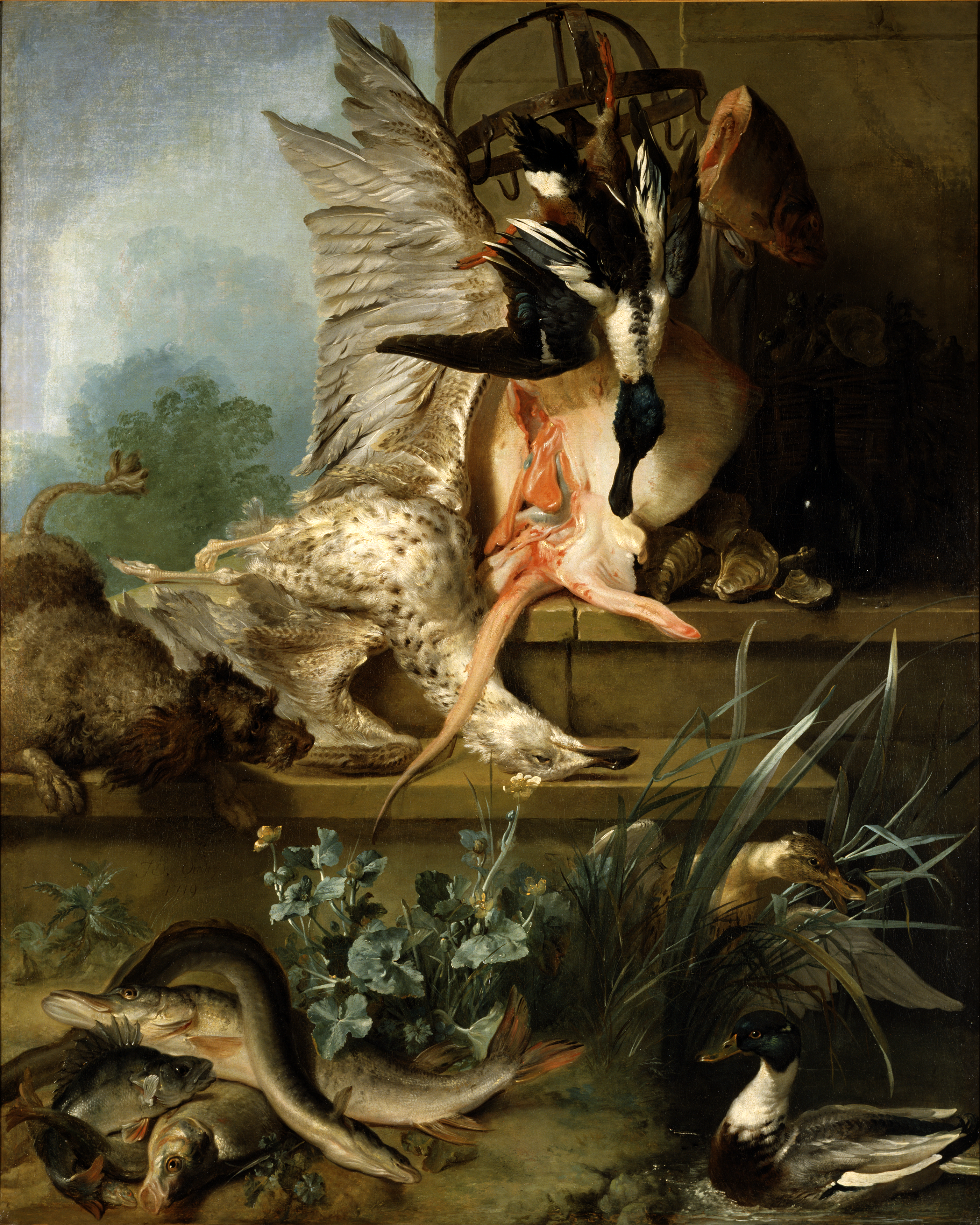
Natureza morta com um Spaniel perseguindo patos "Água" (1719), 141 x 114 cm., Museu Nacional
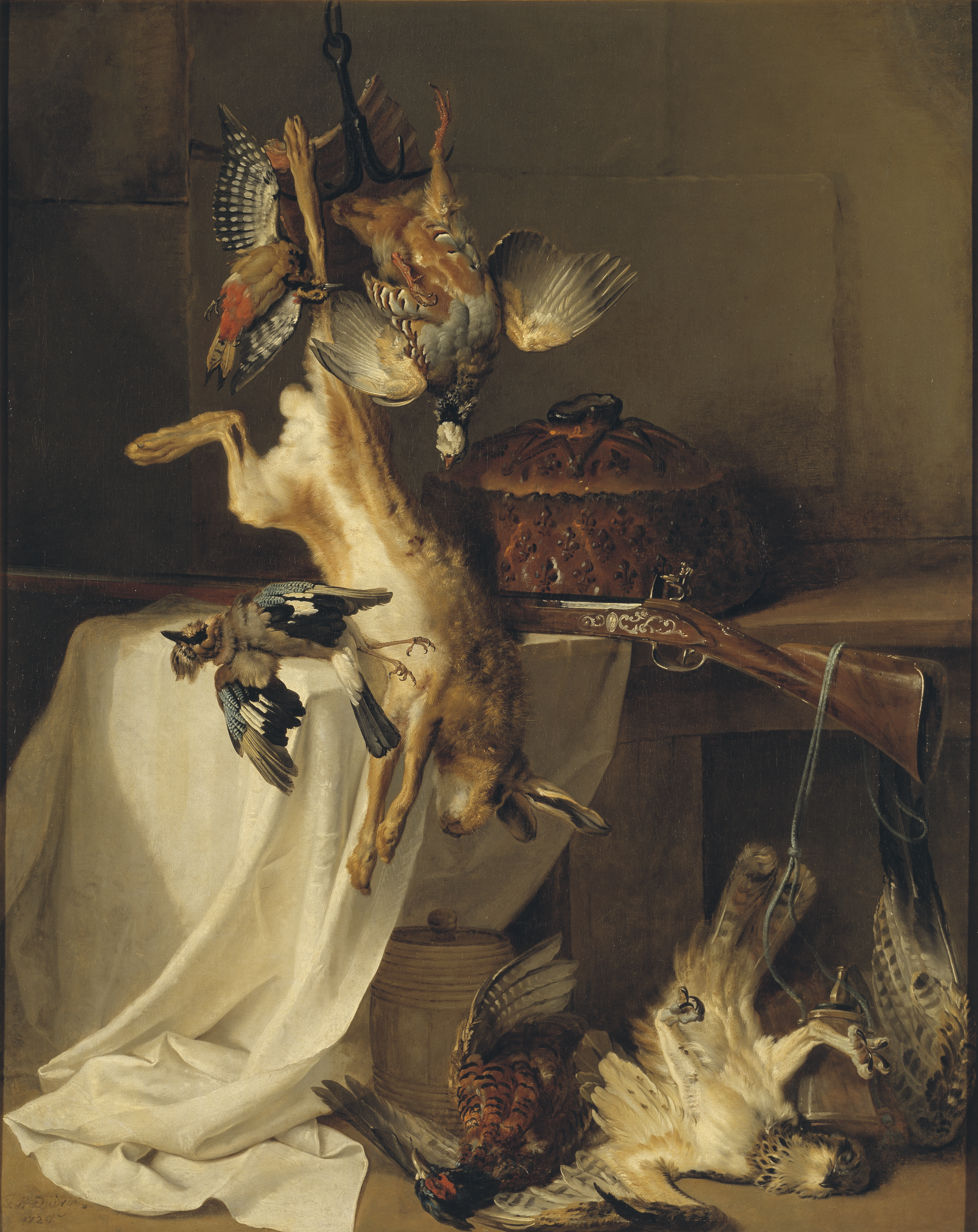
Natureza morta com espingarda, lebre e pássaro "Fogo" (1720), 144 x 116 cm., Museu Nacional
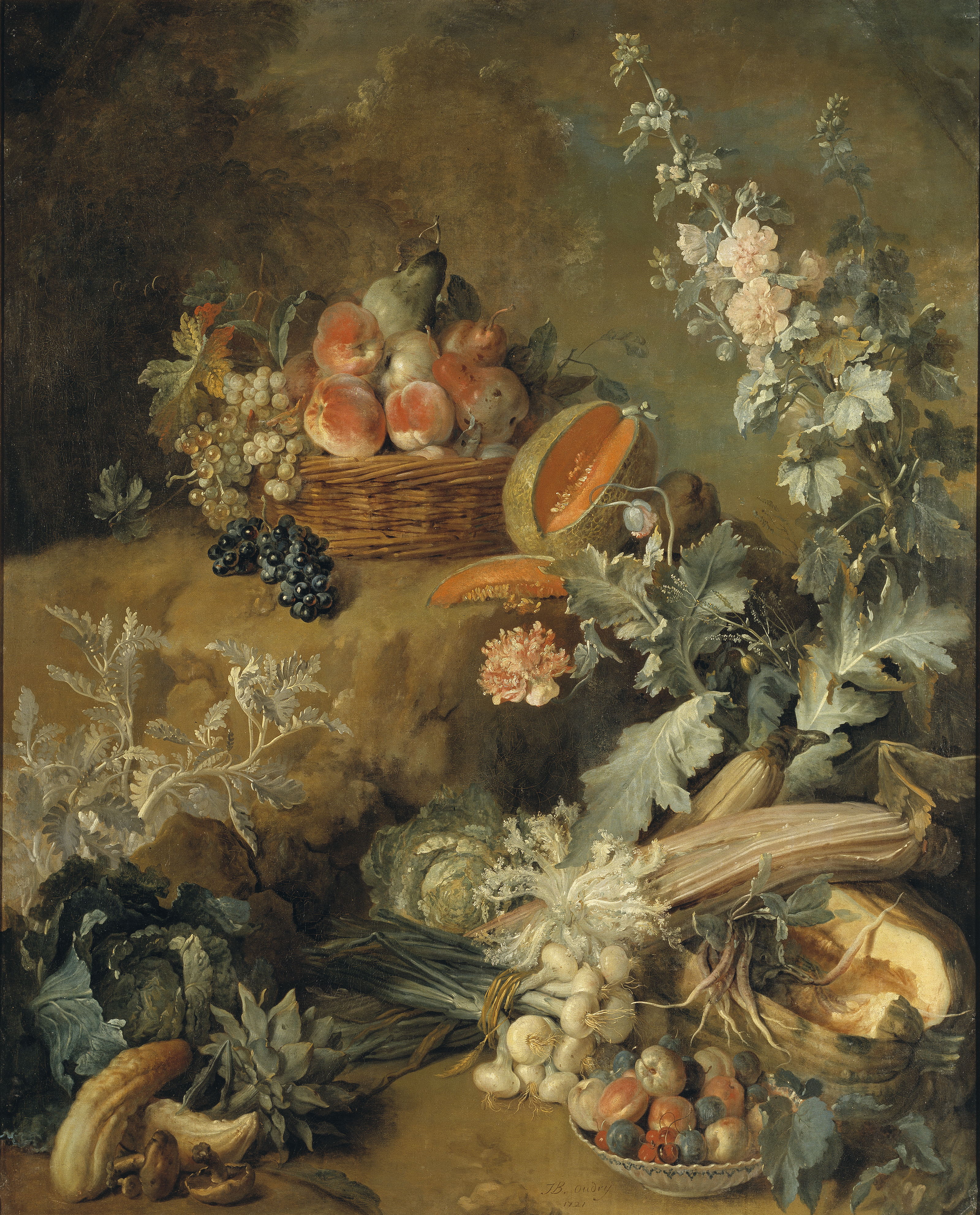
Natureza morta de frutas e legumes "Terra" (1721), 145 x 113 cm., Museu Nacional
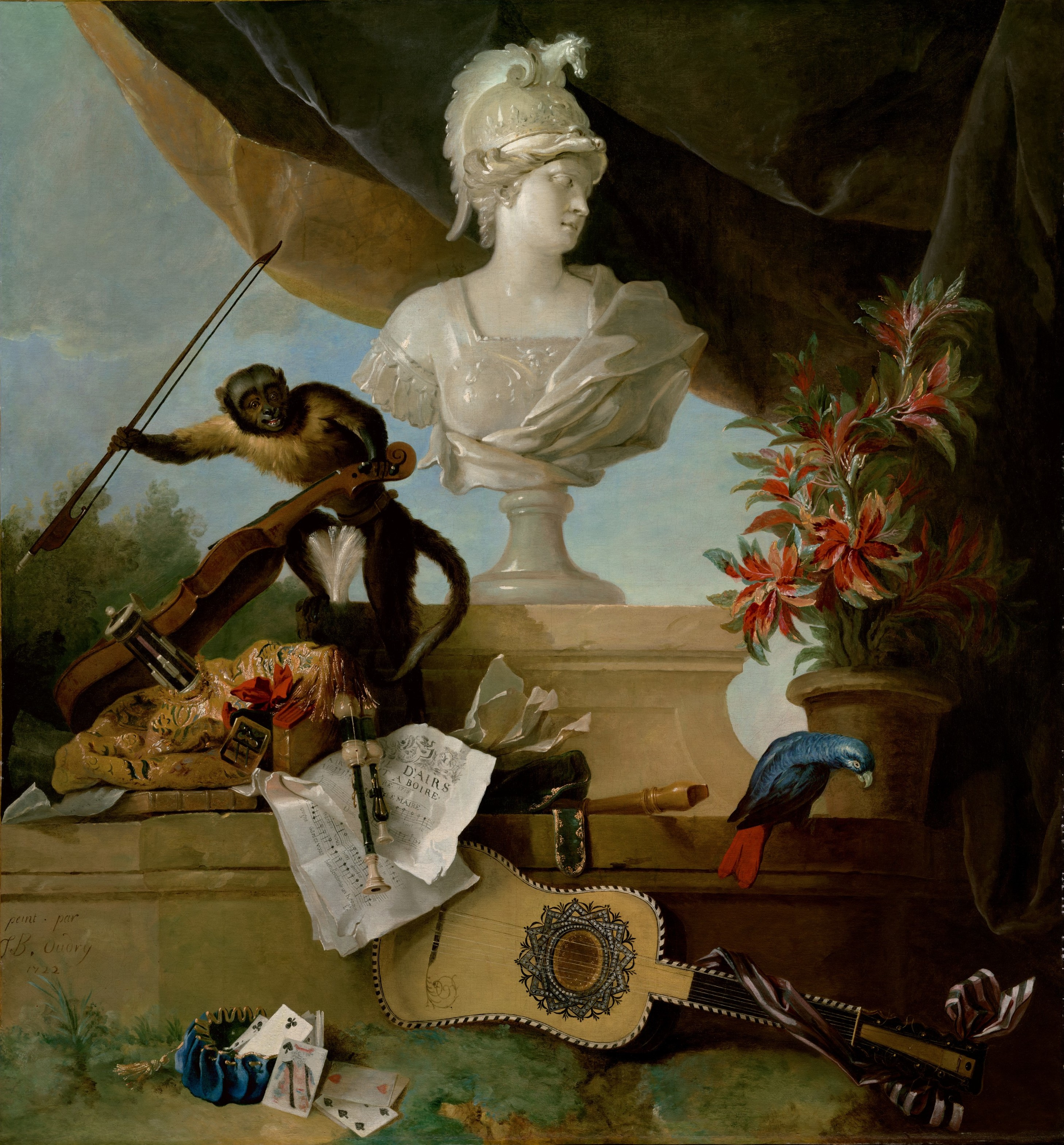
Alegoria da Europa (1722), 161,9 × 151,8 cm., Museu de Belas Artes, Houston
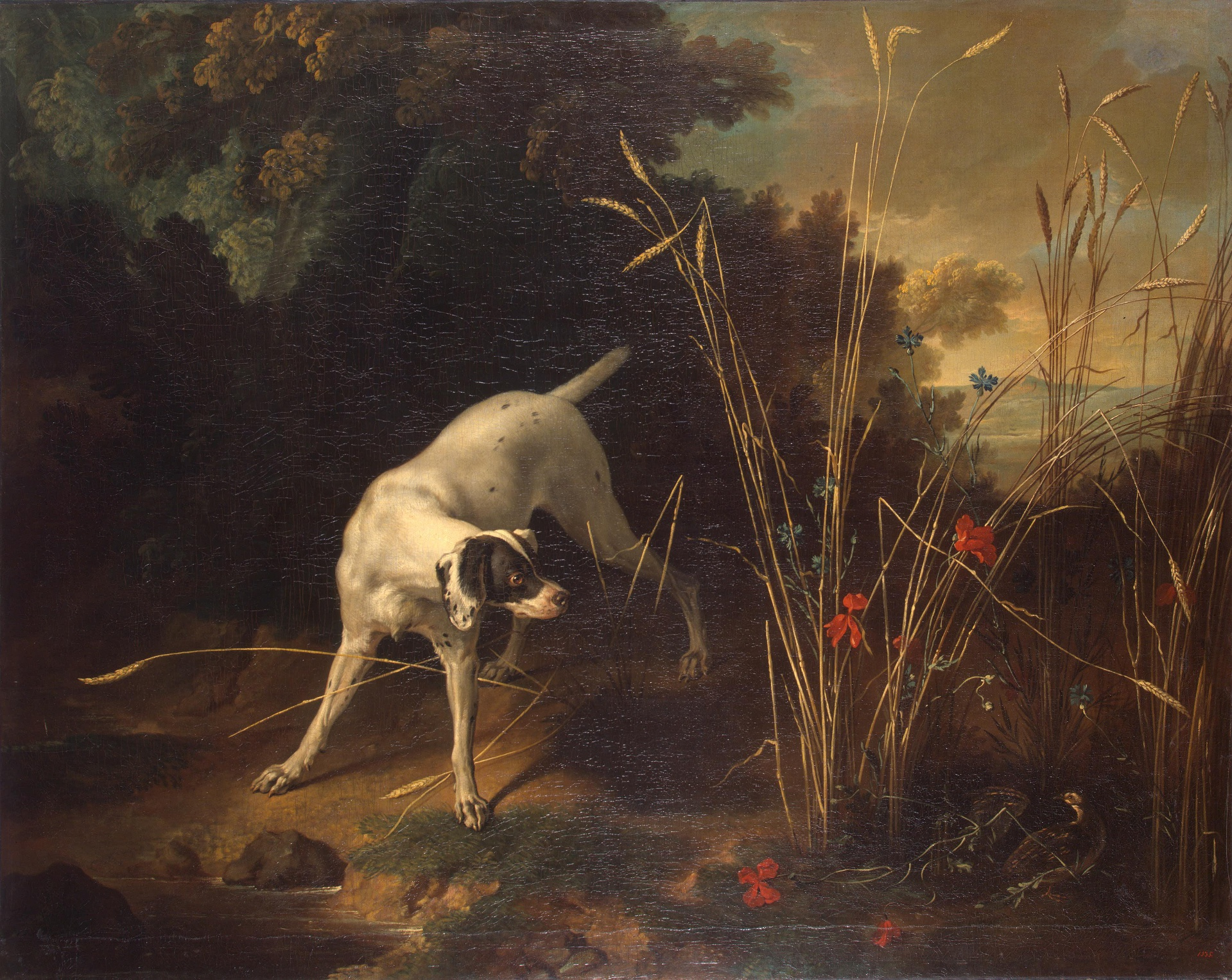
Cão apontando uma perdiz (1725), 129 x 162 cm. Museu Hermitage
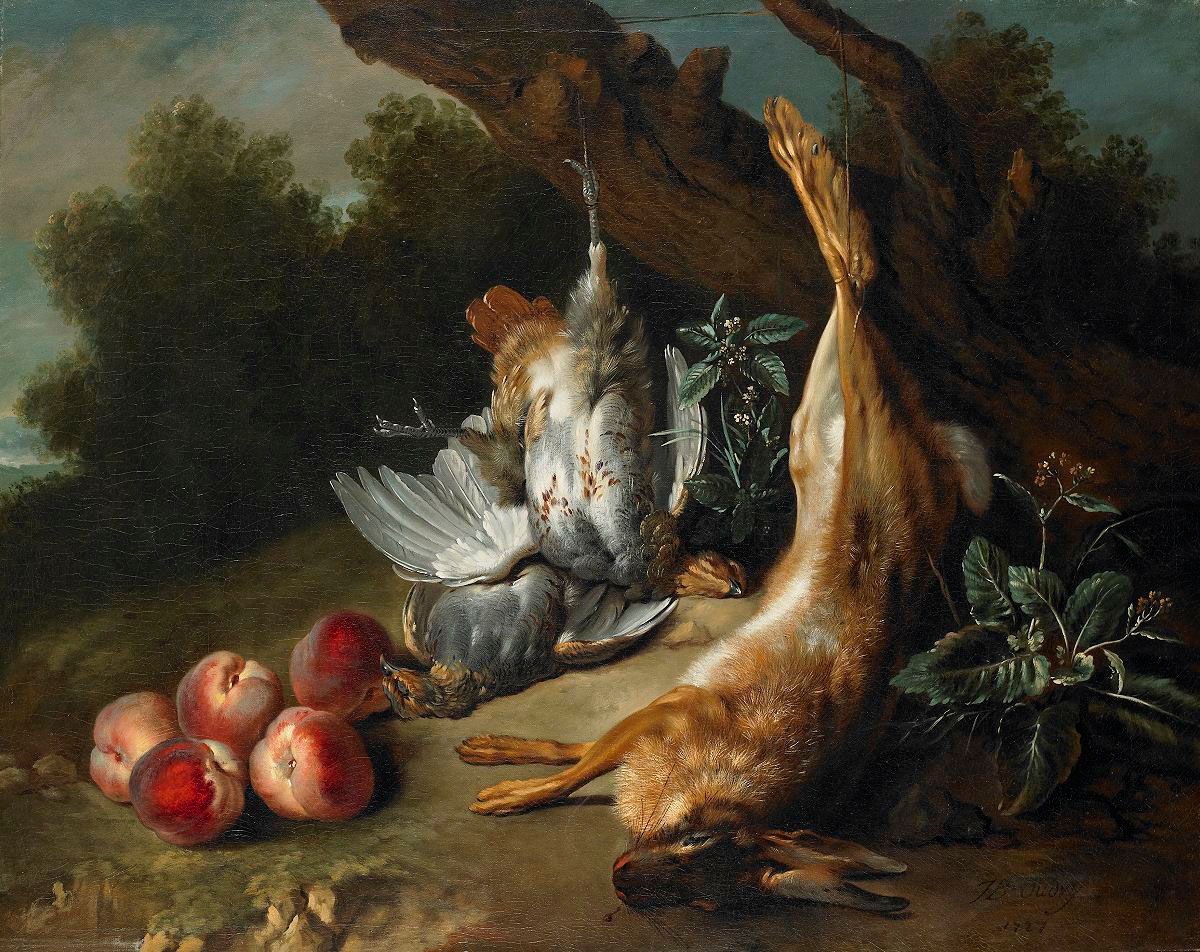
Natureza morta com caça morta e pêssegos em uma paisagem (1727), 80 x 100,3 cm., Museu de Arte de Birmingham
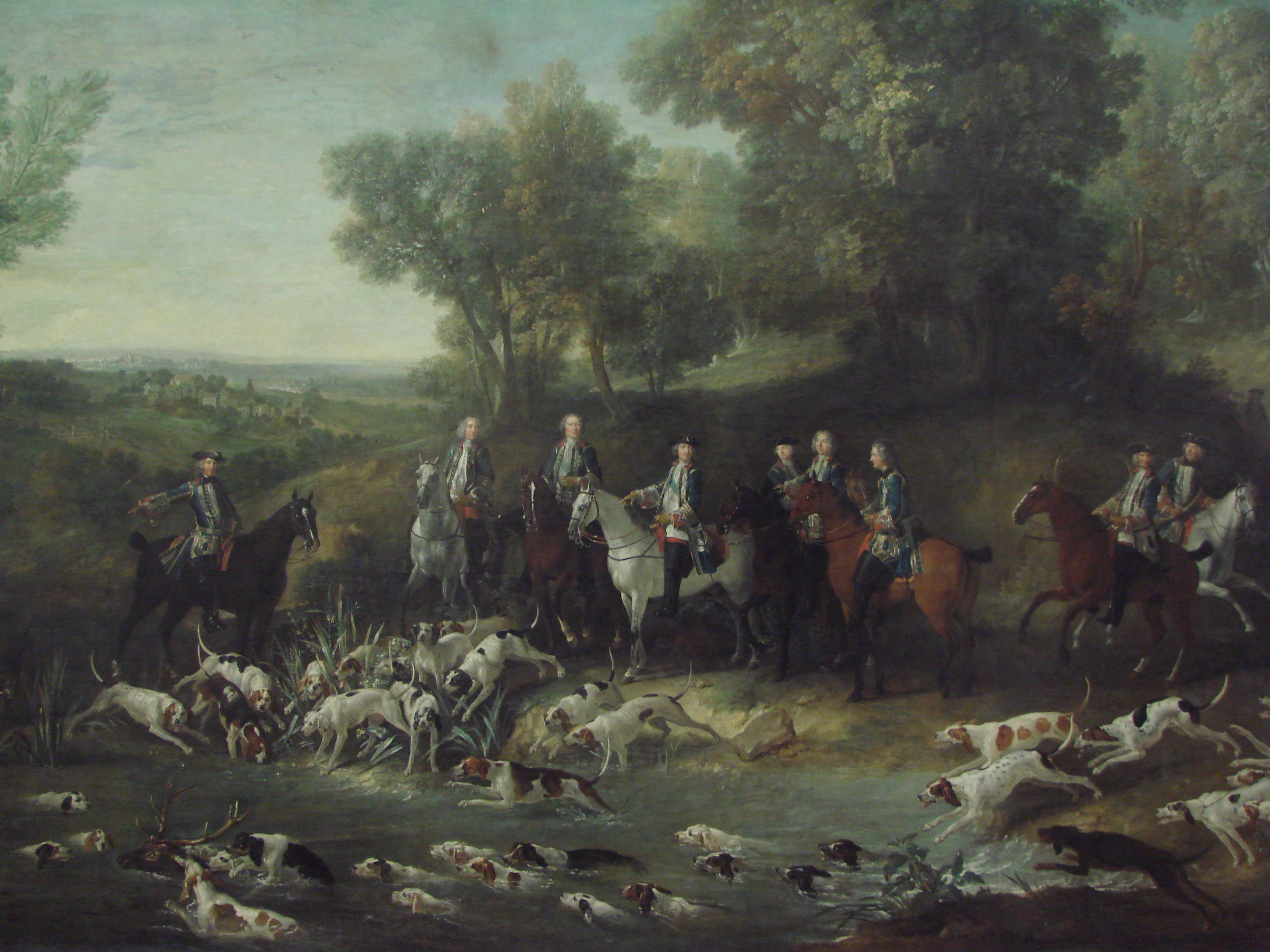
Natureza morta com caça morta e pêssegos em uma paisagem, (1727), 80 x 100,3 cm., Museu de Arte de Birmingham
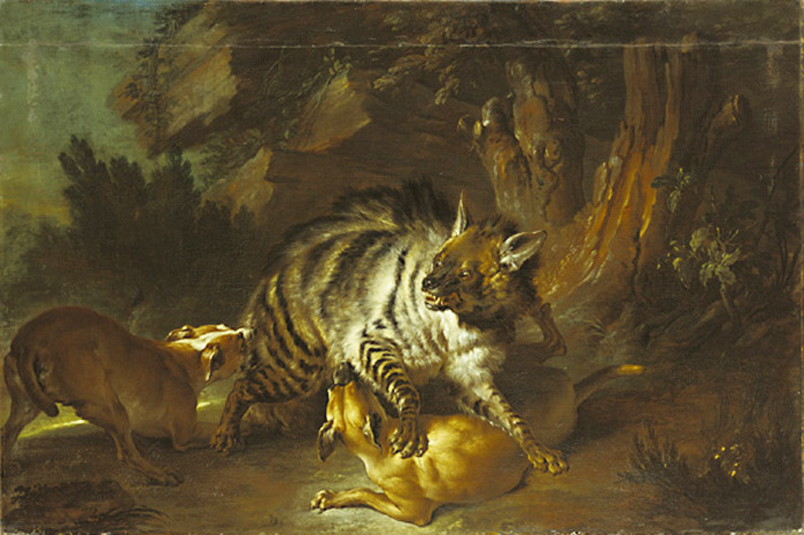
Hiena na luta com dois cães (1739), 130 x 190 cm., Ludwigslust Palace
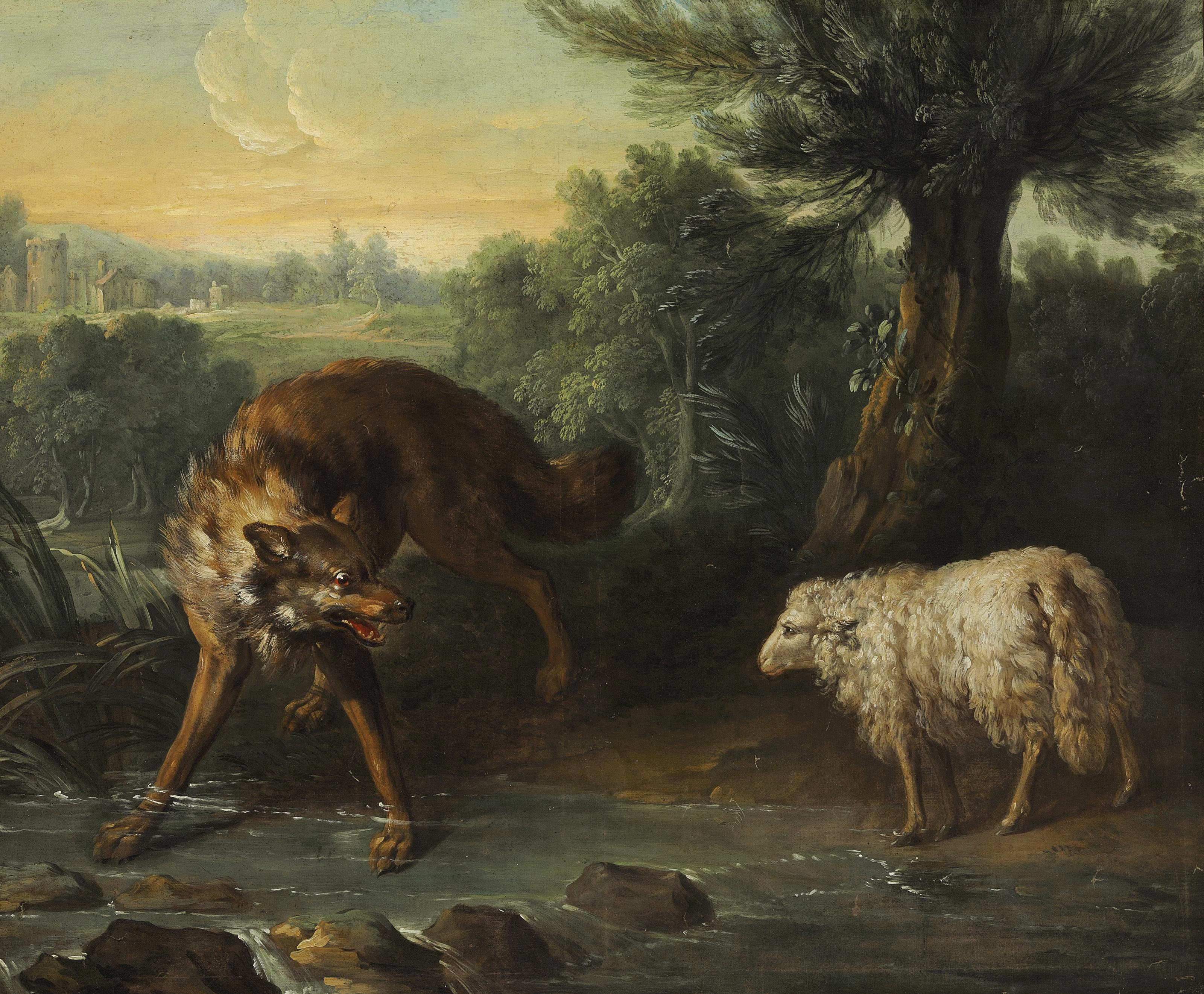
O Lobo e o Cordeiro de La Fontaine Fables (sem data), 104,1 x 125,7 cm., coleção particular
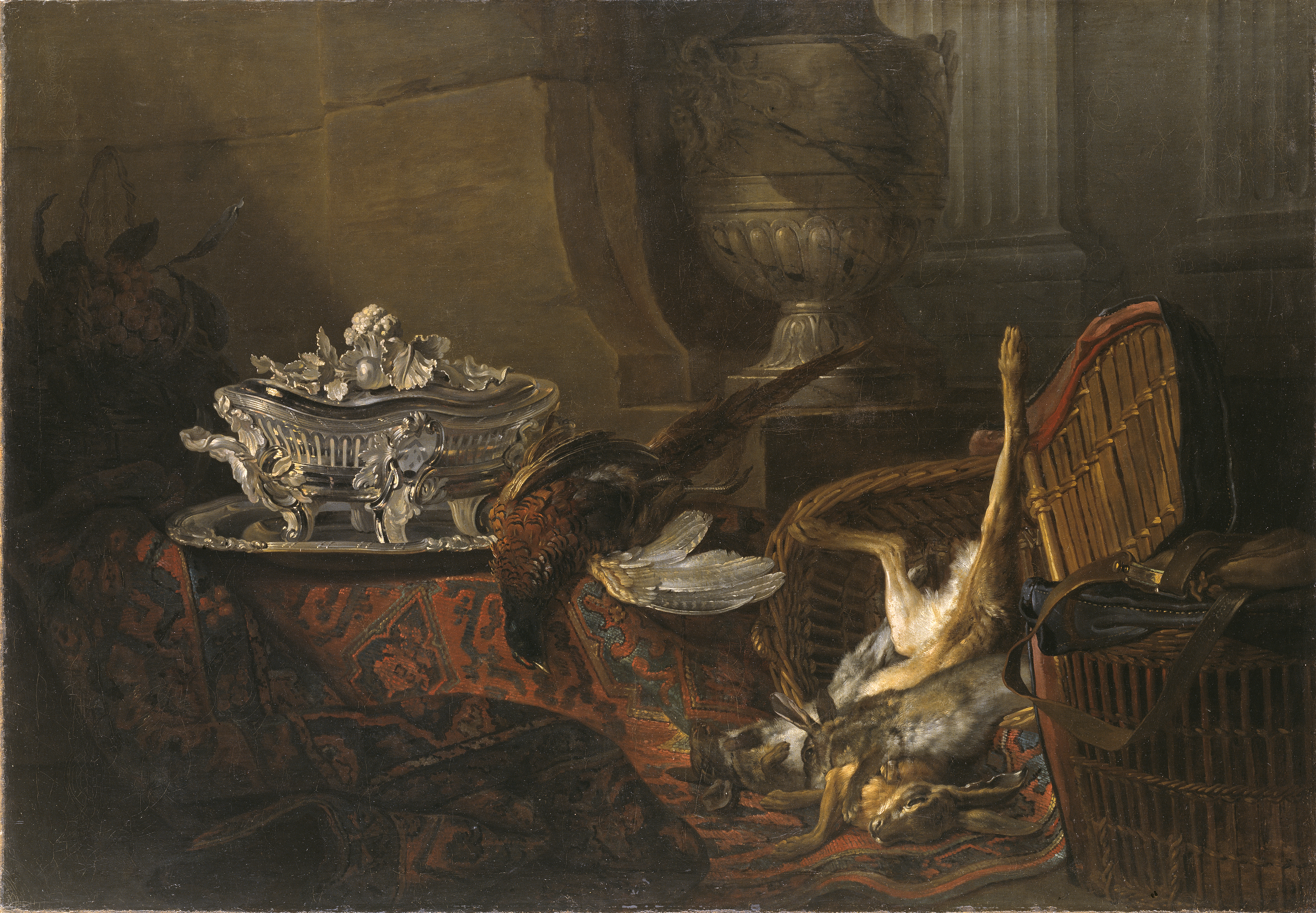
Natureza morta com caça morta e terrina de prata sobre tapete turco (1738), 120 x 171 cm., Museu Nacional
Dachshound Pehr com Game and Rifle (1740), 135 x 109 cm., Nationalmuseum
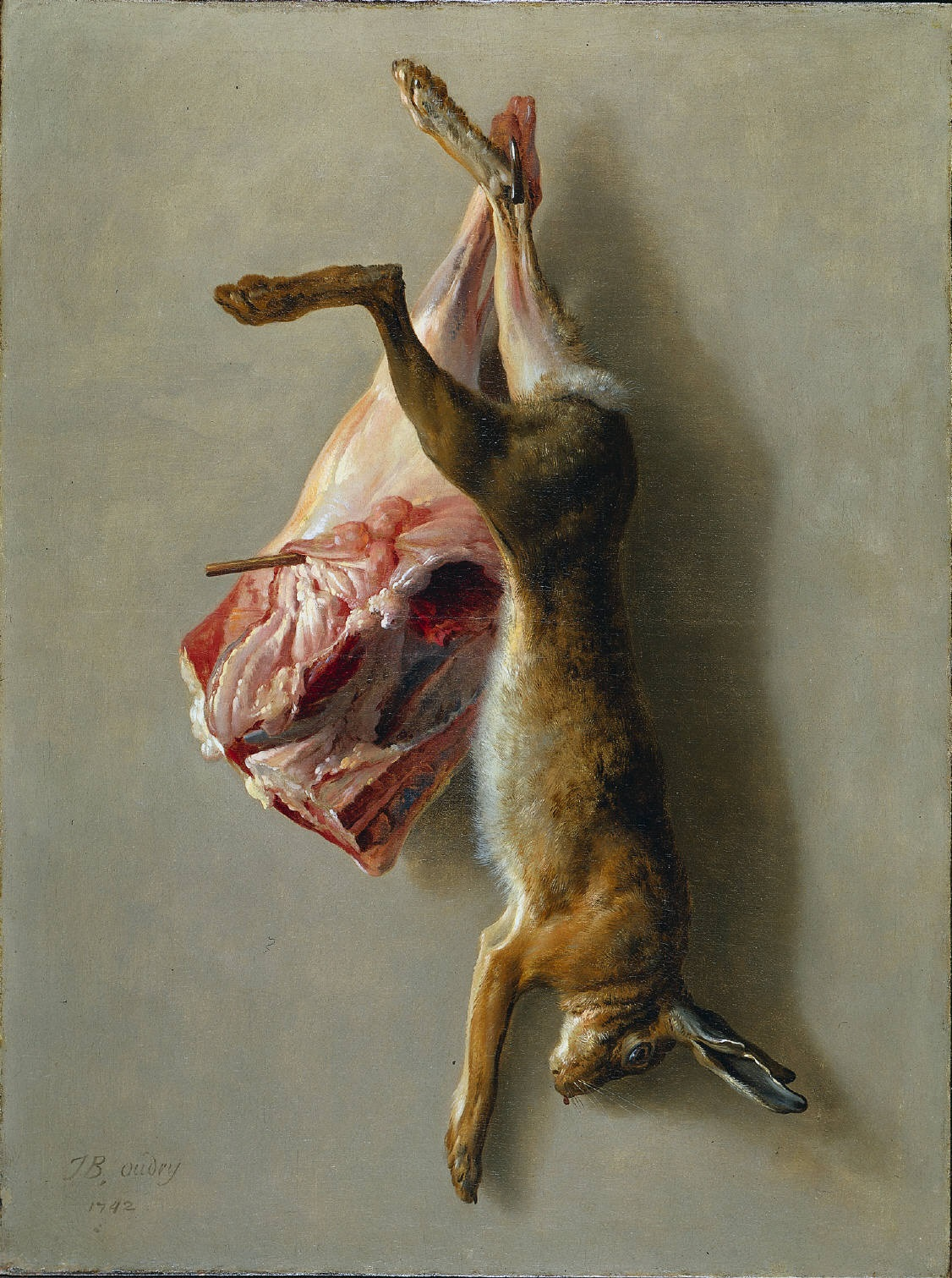
A Hare and a Leg of Lamb (1742), 98,2 x 73,5 cm, Museu de Arte de Cleveland
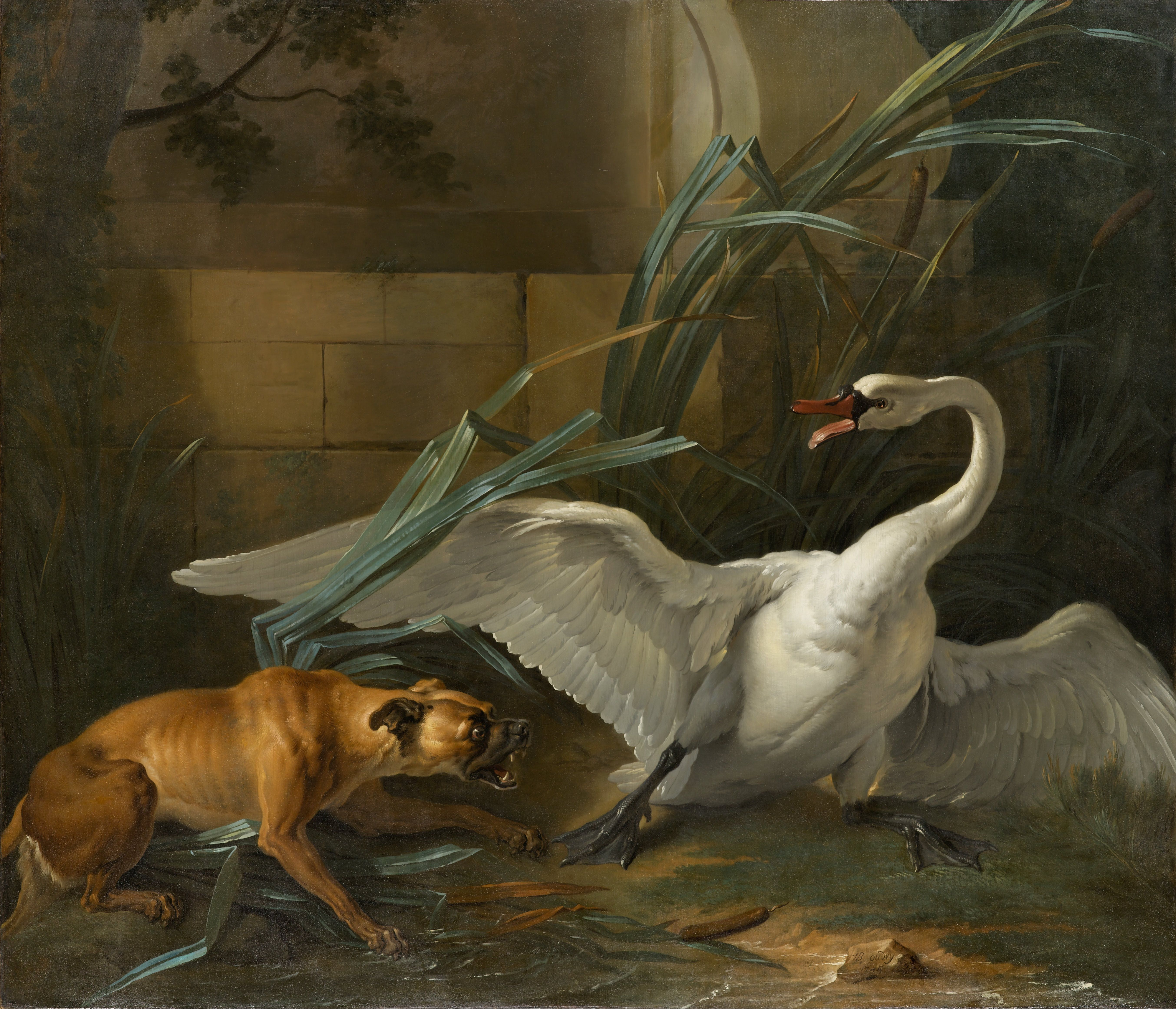
Swan Attacked by a Dog, (1745), 177,8 x 208,3 cm., Museu de Arte da Carolina do Norte
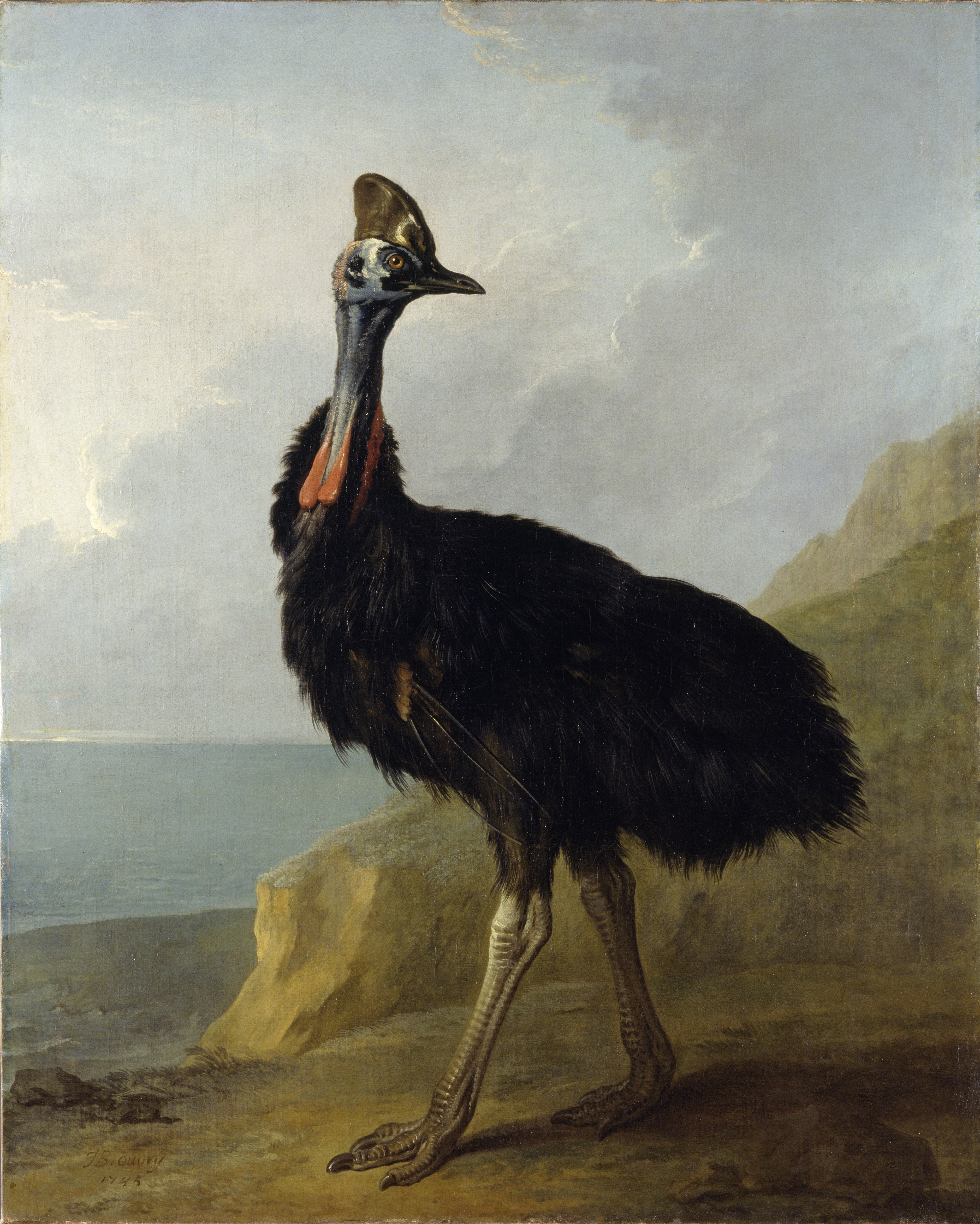
Casuar (1745), 161,9 x 127,4 cm., Staatliches Museum Schwerin
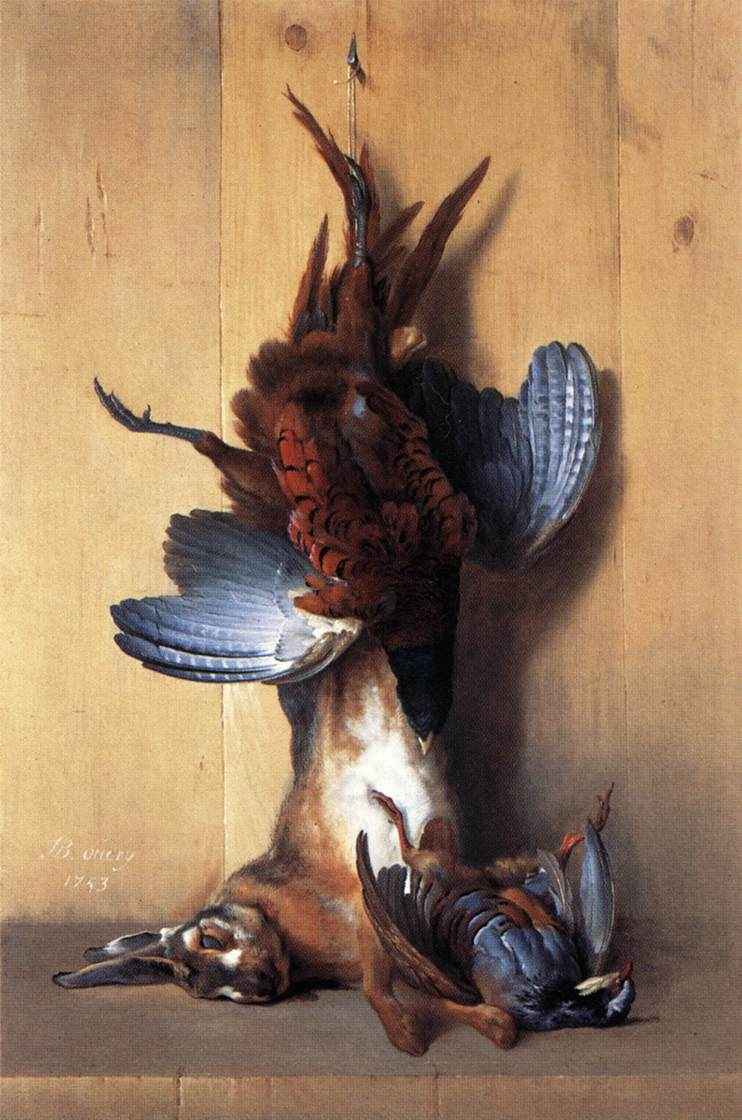
Natureza morta com Faisão (1753), 97 x 64 cm., Louvre
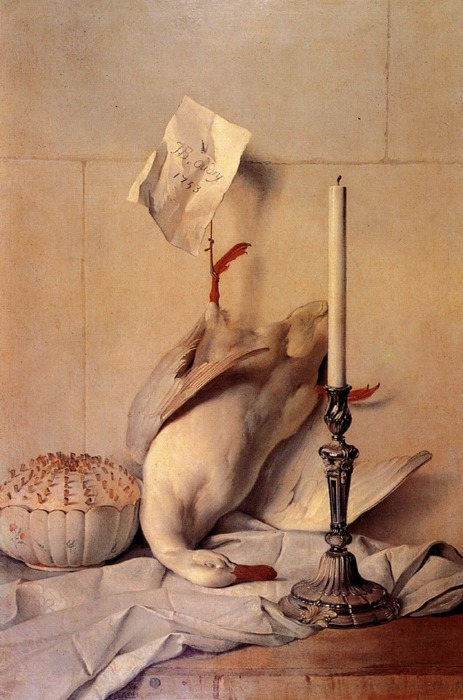
The White Duck (1753), 95,3 x 63,5 cm., Houghton Hall [roubado em 1990]
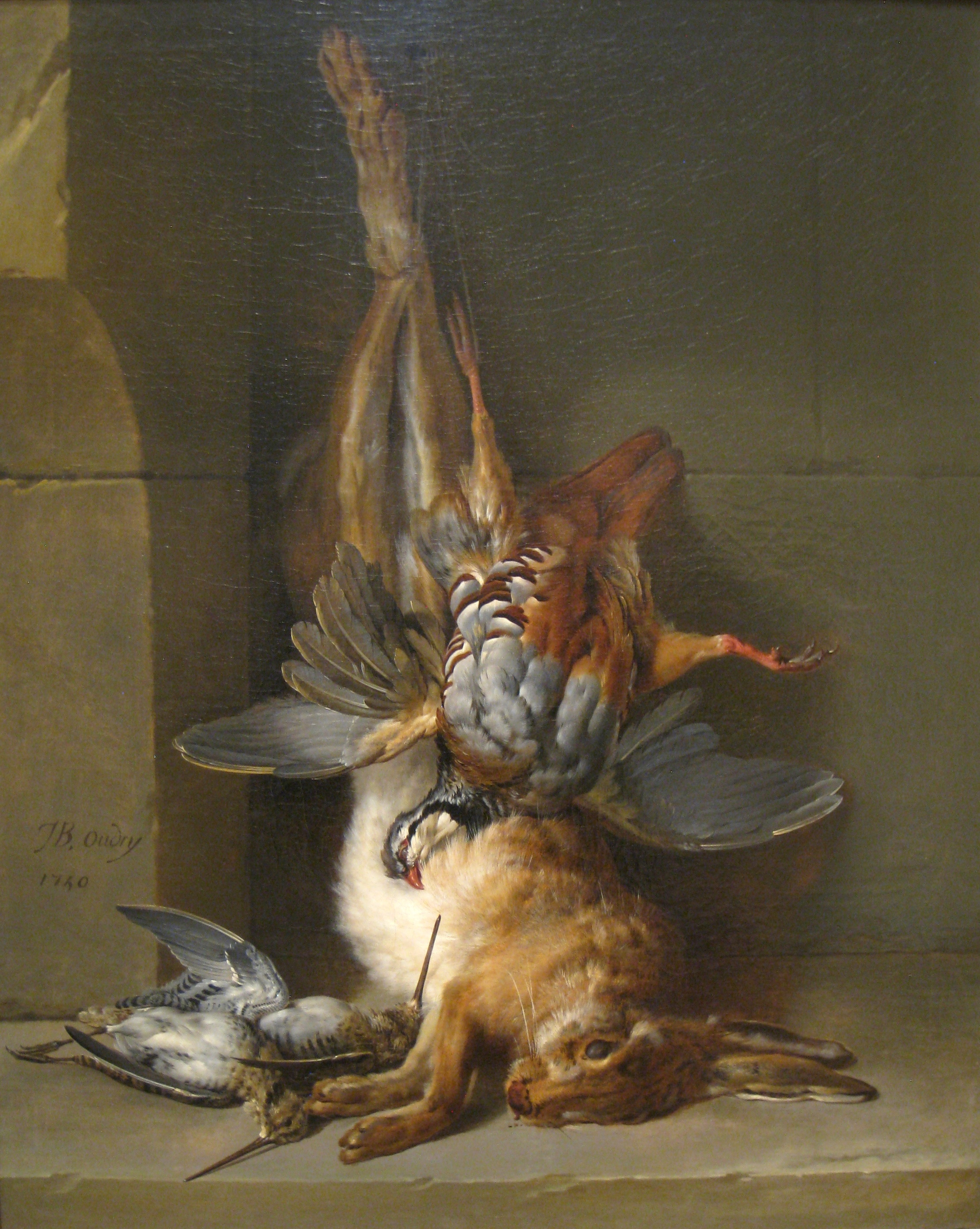
Natureza-morta com Hare, Partridge and Snipe (ca. 1755), 82,2 x 66 cm, Museu de Arte de Worcester